# セバスティアン・ストッスコップフ
セバスティアン・ストッスコップフ（Sebastian (または Sébastien) Stoskopff、1597年7月13日 - 1657年2月10日）はアルザス地方の画家である。ドイツ語圏での静物画家として重要な一人であると評価された。

## 略歴
ストラスブールで生まれた。父親は1590年からストラスブール市に雇われた人物で、高官の護衛や馬車の御者を務めていた。1614年に父親は絵の才能を示した息子のために市議会に援助を請願し、ストラスブールの画家、版画家のフリードリヒ・ブレンテルに弟子入りしたが、ブレンテルから学ぶものは少なかった。1615年に父親が亡くなった後、母親が市議会にもっと有名な画家のもとで学ぶことができるように請願し、ヘッセンのハーナウで活動する静物画が得意な画家、ダニエル・ソロー(Daniel Soreau)のもとに送られることになった。
ソローはそれまで弟子は親類か友人から選んでいたので、ストッスコップフを弟子にするのにはじめ熱心でなかったが、ストッスコップフを教え、1619年にソローが亡くなった後は、ストッスコップフがソローの工房と弟子たちを引き継ぐことになった。弟子のなかには有名な画家になったヨアヒム・フォン・ザンドラルト(1606–1688)がいたとされる。
1622年から1639年の間はパリやヴェネツィアで活動したことがザンドラルトの残した記録などで知られている。パリで宗教的な対立が高まったことが原因と考えられるが、1639年にストラスブールに戻った。
1650年頃からナッサウ＝イドシュタイン候のヨハン(Johann von Nassau-Idstein)の支援を受け、イドシュタインで活動し、イドシュタインで死去した。

## 作品

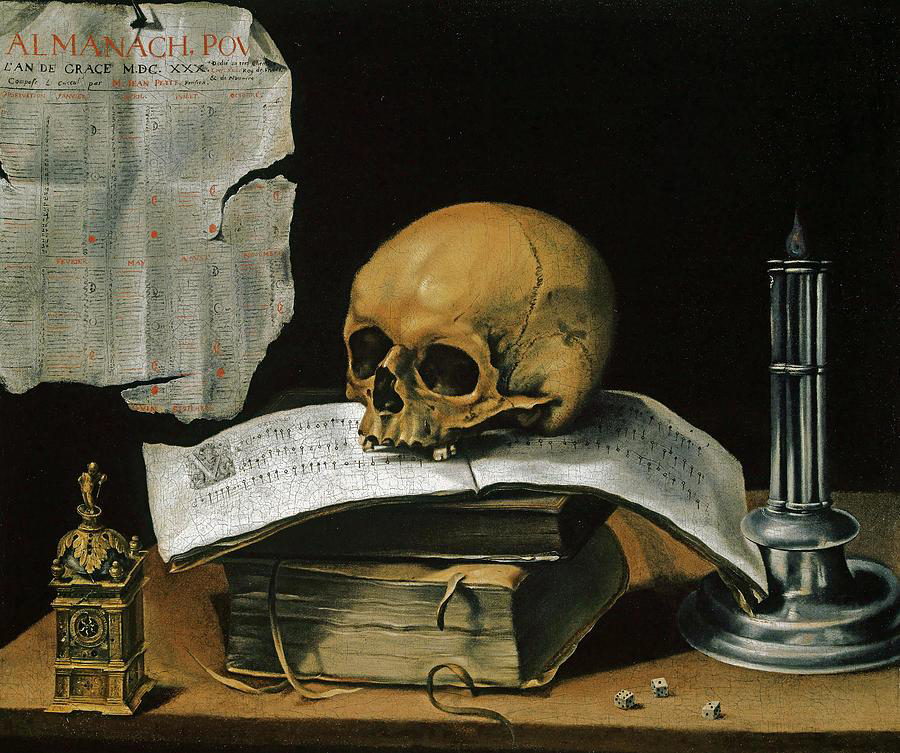
ヴァニタス (1630年)
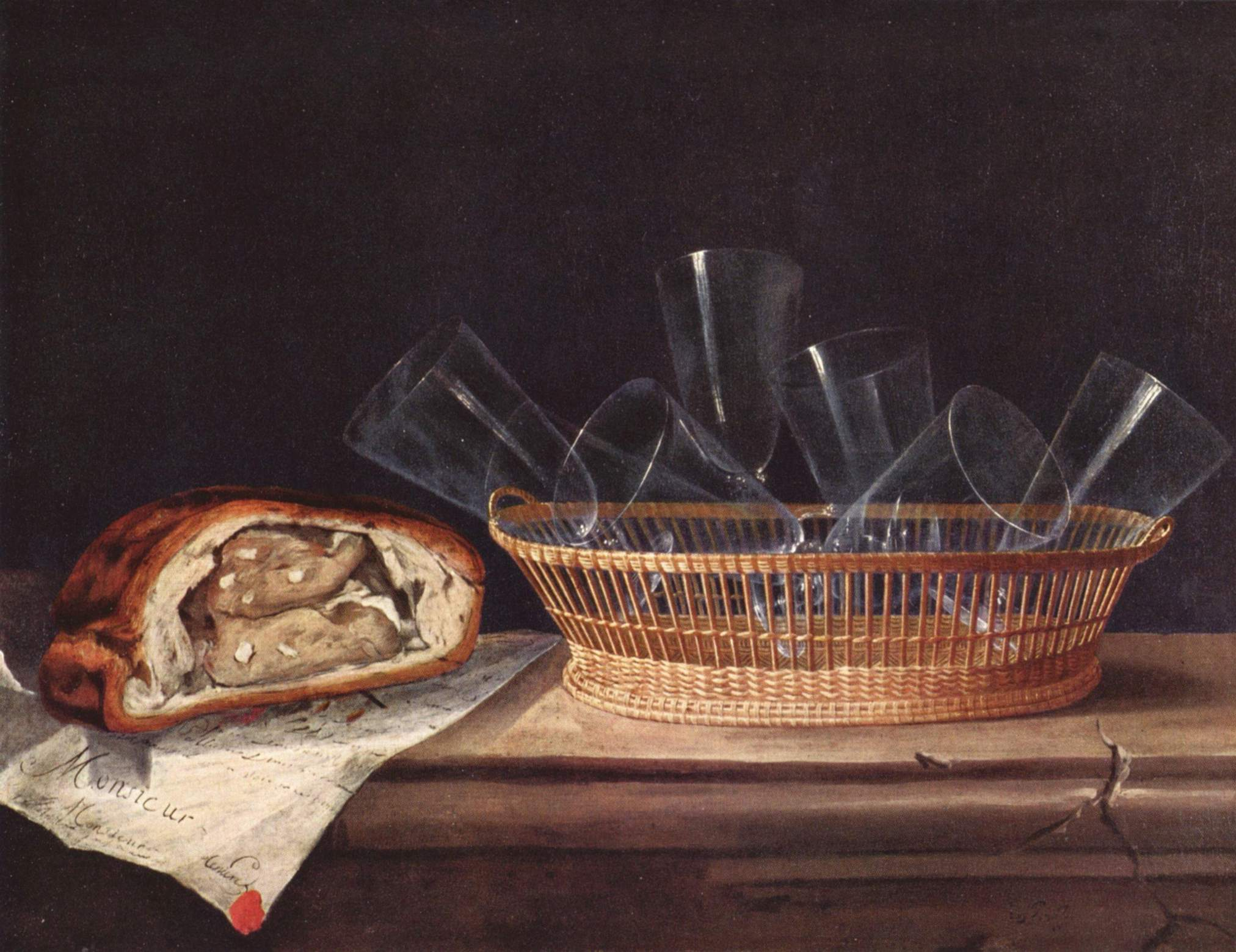
「籠とコップのある静物画」(1640年頃)
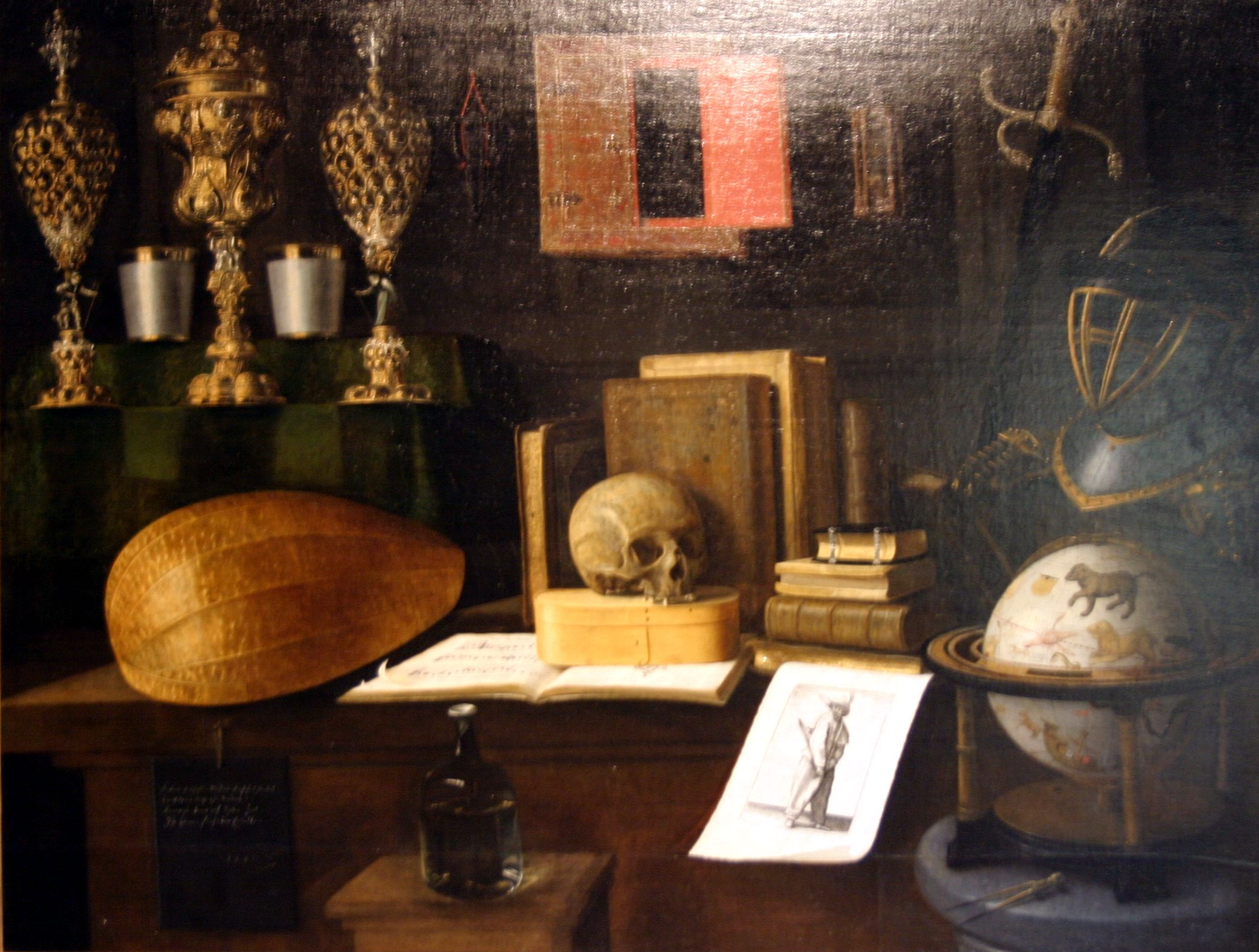
ヴァニタス (1641年)
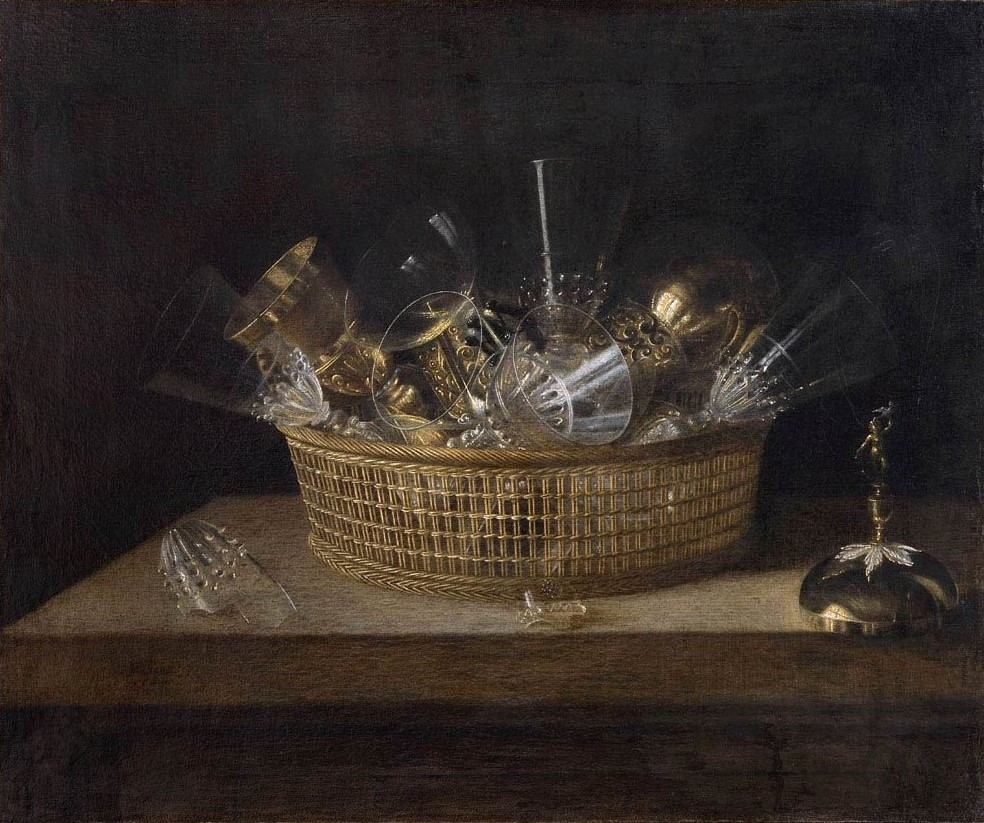
『籠の中のグラス』(1644年) ストラスブール大聖堂美術館（英語版）
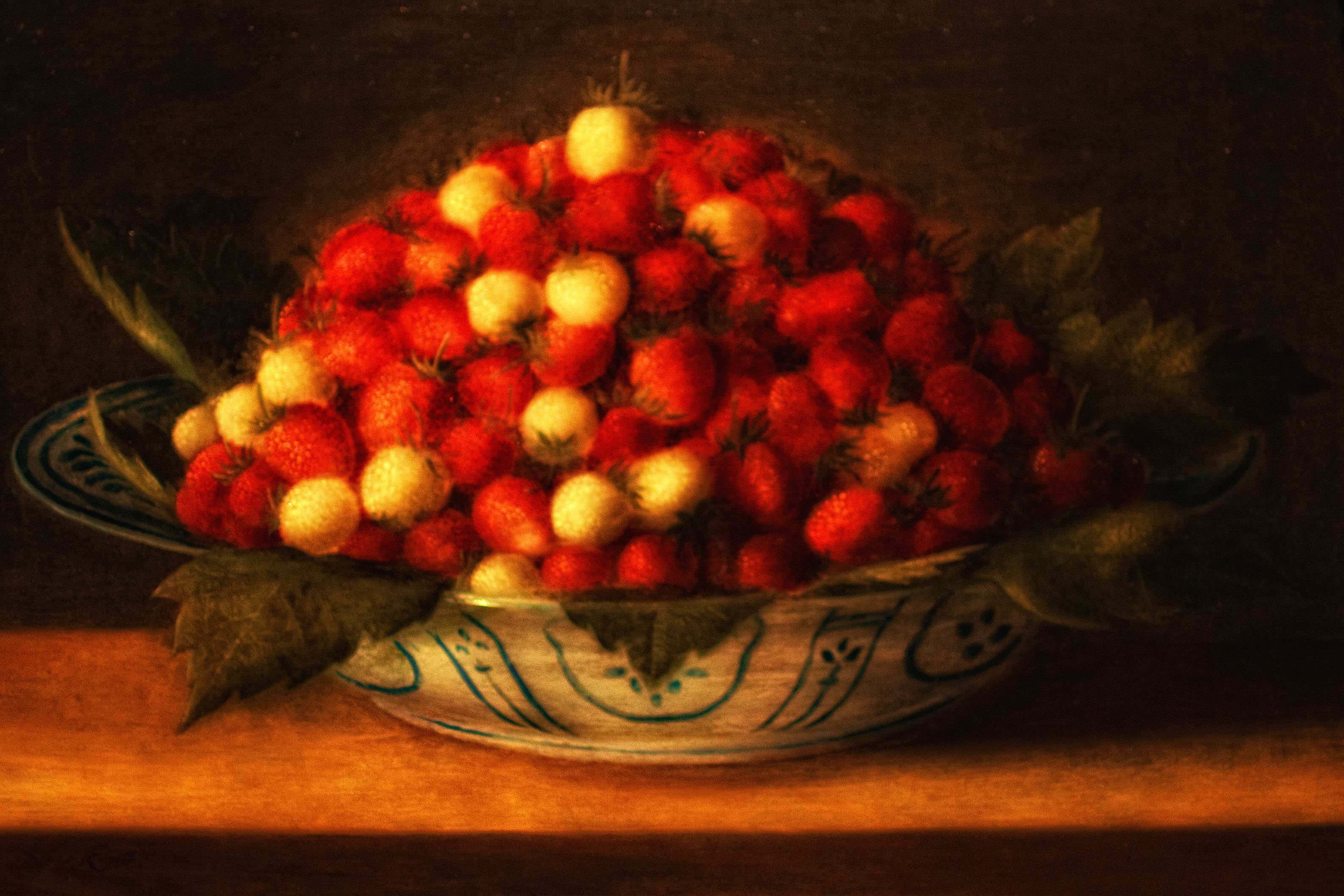
苺の皿
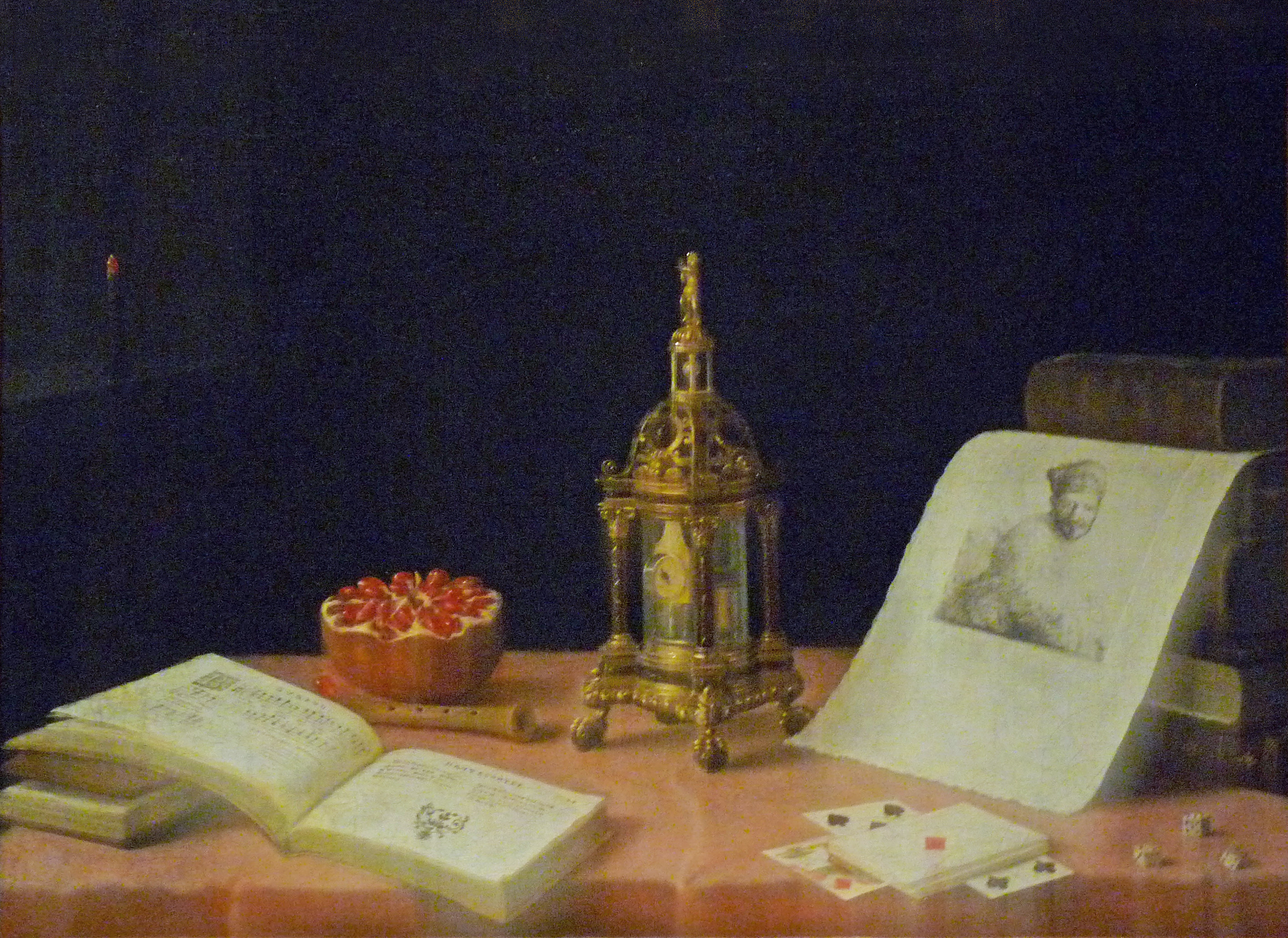
Les Cinq sens à l'horloge de table Musée de l'Œuvre Notre-Dame蔵
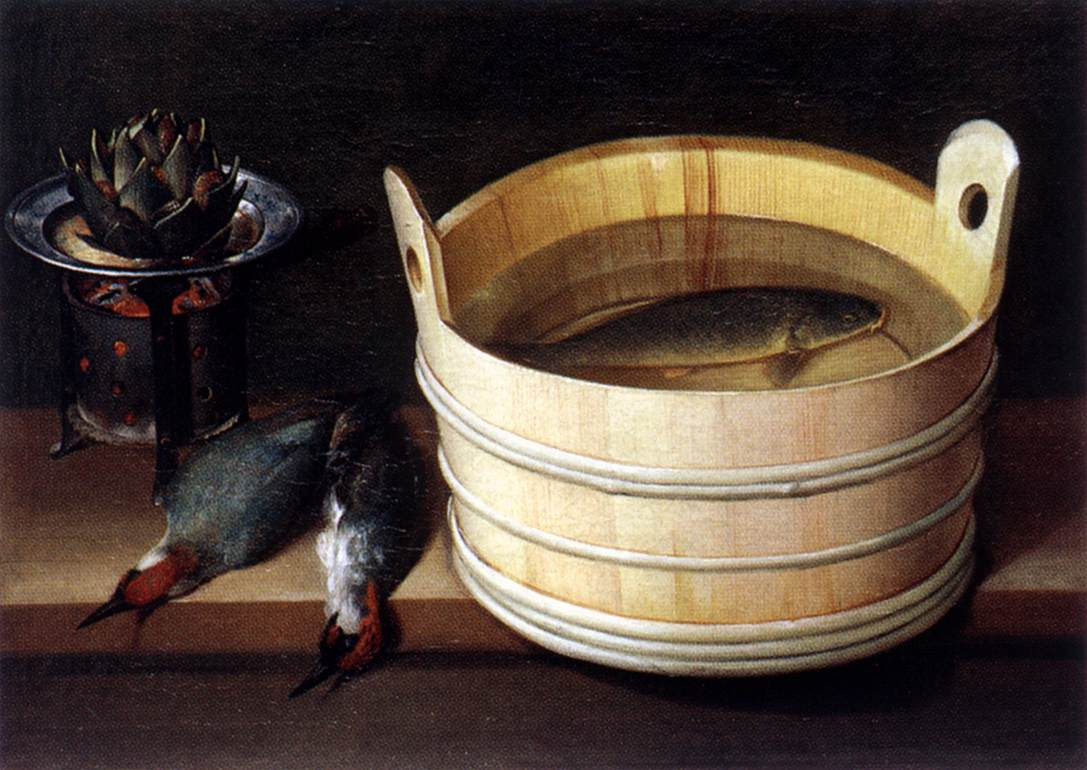
The Four Elements バーゼル市立美術館蔵
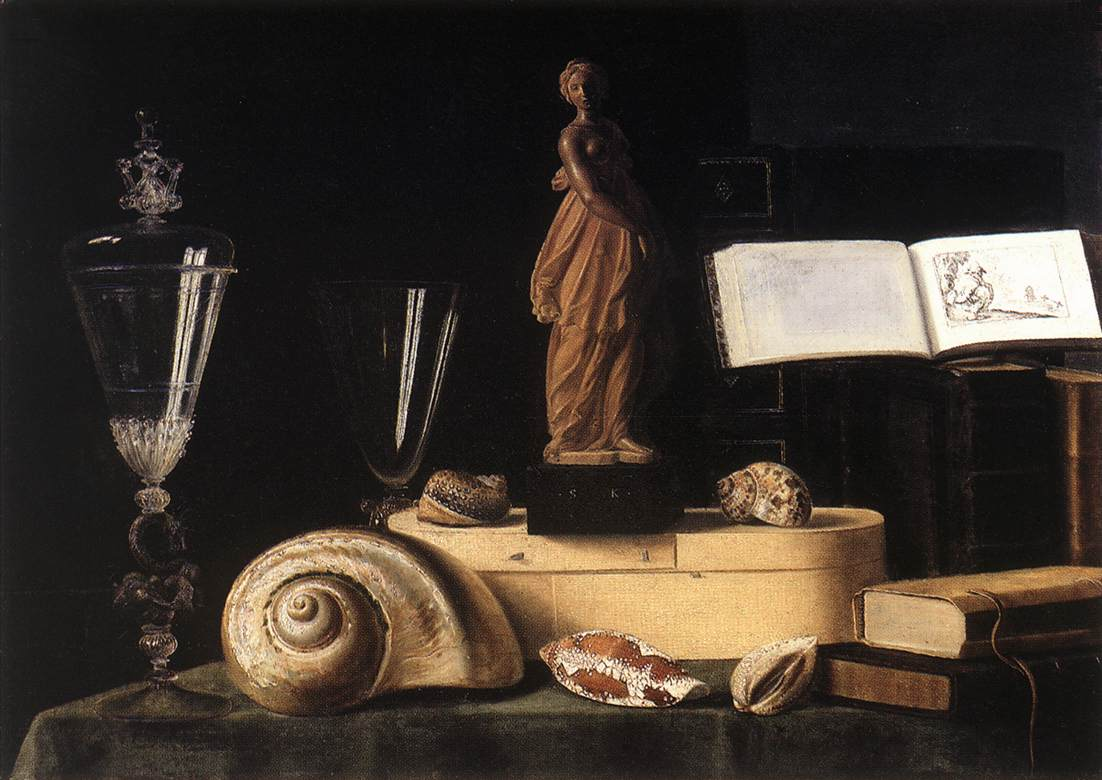
彫像と貝のある静物画 ルーブル美術館蔵
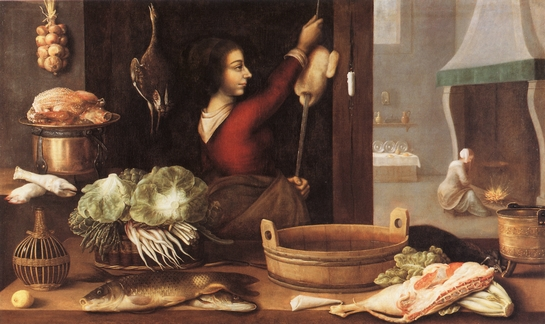
四元素の寓意画 ストラスブール大聖堂美術館蔵